# Lars Börjesson (politiker)
Lars Börjesson (i riksdagen kallad Börjesson i Vråen), född 1 november 1825 i Tvååkers församling, Hallands län, död där 19 december 1888, var en svensk hemmansägare och riksdagsman.
Börjesson var hemmansägare i Vråen i Tvååker. I riksdagen var han ledamot av andra kammaren, invald i Himle härads valkrets. Han skrev 10 egna motioner bl.a. om skattesänkningar och om nedsättning av ämbetsmännens löner. I en motion förordades uppbördsprovision till kronofiärdingsmän vid indrivningen av resterande utskylder.